# Gustav Baron
Gustav Baron (Kutenya, 1847. október 16. – Zágráb, 1914. március 18.), horvát katolikus pap, teológus, egyetemi tanár, a Zágrábi Egyetem rektora.

## Élete és munkássága
Az elemi iskolát Kutenyán, Belováron és Kaproncán, a gimnáziumot Pozsegában és Zágrábban végezte. Teológiát tanult Bécsben és Zágrábban. 1873-ban szentelték pappá. A zágrábi I. Ferenc József Királyi Egyetem Hittudományi Karán doktorált 1876-ban. A zágrábi érseki gimnázium tanára és tanfelügyelője, a teológia, a görög nyelv, a logika és a pszichológia tanára volt.
1877-ben lett a Hittudományi Kar adjunktusa, 1881-től rendes tanára, majd két cikluson át a kar dékánja volt. Az 1885. október 18-i beiktatási rektori ünnepségen a Biblia témájában mondott beszédet. A rektori ciklus után rektorhelyettesi tisztséget töltött be. Zágrábi Egyetem Hittudományi Karán adjunktusként keleti nyelveket tanított. 1887-ben nevezték ki pápai kamarásnak.
1897-től 1907-ig a zágrábi teológiai szeminárium kanonokja és rektora, 1912-től haláláig általános helynök volt. Gustav Baron a Horvát Írók Körének és a horvát katolikus mozgalom egyik alapítója, az egyházi éneklési hagyomány helyreállításának szorgalmazója volt. Támogatta a vallási és oktatási tevékenységeket. Egyházi szónokként is kiemelkedett. Számos beszédet és szakmai bibliai értekezést publikált a „Katolički list” folyóiratban (1882, 1885–1889, 1901, 1903–1905, 1908–1913). Egész életében ragaszkodott szülővárosához, Kutenyához, ahol kápolnát építtetett, és harangokat adományozott a plébániatemplomnak.

## Emlékezete
A kutenyai plébánia és a Matica hrvatska helyi szervezete a plébániatemplom előtt szobrot állított a tiszteletére.